# 鈴木亮平 (俳優)
鈴木 亮平（すずき りょうへい、1983年〈昭和58年〉3月29日 - ）は、日本の俳優。
兵庫県西宮市出身。ホリプロ所属。

## 来歴
西宮市立津門小学校高学年の頃、アニメを観て声優に憧れた。児童会長を務めていた小学校6年の時に、1995年1月17日の阪神・淡路大震災が起こる。幸いなことに鈴木の家や家族には少しの被害も無かったが、震災後に父親と阪神電車に乗った際に車窓から見た自身の生活圏内である西宮市と比べて遥かに被害の大きかった神戸市内の悲惨で救いのない光景を見た父親から「この景色を覚えておきなさい」と言われた経験が今の役者業に活きていると語っている。また、その年は小学校の卒業式を校庭で行い、児童会長として答辞を読んだ。
西宮市立今津中学校時代には映画を好きになり、俳優になりたいと思うようになった。同級生の中で役者志望は珍しく、周囲に「何言ってんの?」というような目で見られていたのでかえって負けず嫌いに火が付いた。
兵庫県立芦屋南高等学校（現・兵庫県立国際高等学校）卒業後、東京外国語大学外国語学部入学。大学では演劇サークルに入り、サークルの同期には声優の利根健太朗、脚本家の山岡潤平がいた。最初の公演時に観客に褒めてもらったり感動して泣いてもらった経験などから役者の仕事を一生の仕事にしようと決意。そこから大学生活は演劇漬けになるが、3年時に自分は「このままで本当に役者になれるのか?」と疑問を抱くように。このままではプロになれないと思い、芸能事務所・制作会社に履歴書を持って回ったが50社以上に断られる。キャスティング会社も回り始め、背が高いからということでモデル事務所を紹介してもらえることになり、友近亮平の名でモデルをしていた時期もある。芸名については「鈴木」という姓が平凡に思えたため、当時好きだったタレントの友近から拝借したという。そのためモデル時代の友人からは今でも"ともち"と呼ばれているという。
在学中はNHKでアルバイトしていた。2006年3月同大学欧米第一課程英語専攻卒業。英検1級所有。同年、演技学校アクターズクリニックに所属し、塩屋俊の下で演技を学んだ。5月には、東レとデサント共同開発の男性用水着をPRする初代のキャンペーンボーイに選出される。東レによると、業界史上初の「水着キャンペーンボーイ」であるとのこと。7月、テレビドラマ『レガッタ〜君といた永遠〜』（テレビ朝日）で俳優デビュー。
2007年12月公開の『椿三十郎』で映画デビュー。
2011年7月28日、大学時代から交際を続けていた一般女性との結婚を発表。同年11月17日、第1子女児が誕生。12月4日に開催された「サントリー1万人の第九」第29回公演に、一般の合唱参加者に混じって、テノール・パートにて合唱参加。公演本番に至るまでの一連の行動が、BS-TBSにて放映されたドキュメンタリー番組『【1万人の第九】公式ガイド 大合唱はこうしてつくられる！〜舞台ウラ公開〜』にて紹介された。2014年度上半期に放送されたNHK朝の連続テレビ小説『花子とアン』では、吉高由里子演じるヒロインの夫・村岡英治役を演じた。2015年10月31日に公開された映画『俺物語!!』では、型破りな高校生の主人公である剛田猛男役を演じた。
2024年8月16日、ORICON NEWSにて「第7回 男性が選ぶ“理想のボディ”ランキング」の1位に輝いた。

## 人物
- 自らの家庭環境についてはまあまあ裕福で恵まれていたと振り返っており、小学生の頃に家族水入らずでアメリカのロサンゼルスなどに何度も旅行に連れて行ってもらったり、「留学に行きたい」と頼めば一切惜しまず留学費用を全額負担してくれるなど、そういった形で培われた豊かな経験のおかげで日本にいる自分はなんて世間知らずでちっぽけな存在なんだという広い視野や価値観を獲得することができたと語っている[16][17]。また、兄は海外で研究者の職に就いている[18]。
- 英語が堪能で、英検一級を取得しており、アメリカへの留学経験もある。留学先はオクラホマ州のウシ60頭を飼育している農家で、同級生の男子生徒はみなカウボーイであった[19]。また、高校生時代には、全国高校生ドイツ語スピーチコンテストで優勝した経験ももつ。
- 世界遺産検定1級の合格者でもある[20]。
- 趣味はボクシング。また、自身の筋肉による肉体美を度々披露している[21]。
- トランプマジックが得意（NHK椿三十郎スペシャル）。いつでもマジックができるよう、常にトランプを持ち歩いているとも[22]。
- 好みの女性像として、容姿端麗で頭の良い女の人が多い丸ノ内OLを挙げている。また、女性のノースリーブ姿にそそられると明かしている[23][24]。
- 生きる上で影響を受けた本として矢沢永吉の『成りあがり』を挙げ、「若き日の僕は血気盛んだったので、『成りあがり』を読んで、夢を叶えるためには人の何十倍もの情熱が必要だということを学びました。もし芝居の神様というものが存在するのであれば、身も心も捧げる覚悟で生きて行こうと決心をした、そんな一冊です」と話している[25]。
- 自身が主演を務める『TOKYO MER〜走る緊急救命室〜』シリーズにおける当初の推しは音羽尚（演・賀来賢人）だったが、『劇場版TOKYO MER〜走る緊急救命室〜南海ミッション』の出演を経て牧志秀実（演・江口洋介）に推し変したことを明かしている[26]。
- 子供の時から唐揚げが好きで、ベストカラアゲニスト（日本唐揚協会）俳優部門を2017年から2019年まで連続受賞（#受賞歴を参照）。また、大の餅好きとしても知られており、15年もの間理想としていた「究極の餅」を探求するため、餅消費量日本一である新潟県へ赴いたことがある[27]。
- モデルのミカエルは高校の同級生で親友。また、大学の同期には声優の利根健太朗がいる。映画『俺物語!!』への出演を機に、アニメ版で主人公を演じた江口拓也とはイベントで共演したりプライベートで食事をしたりなど交流がある[28]。
- 西宮市出身であることもあり阪神ファンである[29]。

### 役者として
- 役者としての原点は阪神・淡路大震災にあると語る。「あの時の経験のおかげで、今の仕事に繋がっている」と心境を述べており、震災後の神戸を描いた『ふたたび swing me again』に出演するなどし、「（神戸市ではなく西宮市に住んでいた自身や家族や自宅に全く被害が無かったとしても）悲劇を経験した自分にしか演じられないものがある。天災や悲劇の経験から俳優として何かを伝えたいというものがある」と語っている[1]。
- モデルと俳優の違いについて「モデルを経験したことで、オーディションに落ちることに慣れました。モデルって顔、容姿しか見られないんです。行って4秒で落とされることもある。でも、役者の場合、オーディションなら芝居そのものを見てくれる」と語っている[2]。
- 『西郷どん』で相撲シーンを演じた時間を「贅沢な時間」と述べていて、さらにテストでは相手を投げたものの本番では自分の足が先に出ていたなどということがあったと述懐している。人生初の相撲に挑んだ鈴木がこの撮影のために習った相撲技術は、立合いにぶつかって右四つで組んで左上手投げ、後は土俵際のうっちゃりだけであり、後は子供の頃から相撲を経験していた相手役が技術面で盛り上げてフォローしたという。鈴木は撮影に協力してくれた早稲田大学相撲部の選手たちが皆どこか怪我をしているのを知って、相撲というのは大変なのだと痛感したと語っている[30]。
- 演じる人物に合わせるため太ったり痩せたりする場合も有り、カメレオン俳優と評されている[31]。
  - 『HK 変態仮面』では主人公・色丞狂介を演じるため、体重を15kg増量した[32]。
  - 『天皇の料理番』では主人公の兄・病弱な周太郎を演じるため、体重を20kg減量した[33]。
  - 『俺物語!!』では巨漢の主人公・剛田猛男を演じるため体重を30kg増量した[34]。
  - 大河ドラマ『西郷どん』では晩年の西郷隆盛を演じるため体重を約100kgまで増量したと語っている[35]。
- 自身のキャリアを代表する作品には2016年時点で『HK 変態仮面』を挙げている[36]。
- 少年期から漫画『シティーハンター』を愛読しており、主人公・冴羽獠には思い入れがある。俳優を志した頃から「獠を演じたい」と周囲にも話していた。念願が叶い、2024年公開の映画『シティーハンター』で獠を演じるにあたり、体格づくりに拘った。また、原作で特に気に入っているシーンの獠の横顔に近づけるべくフェイスラインもシャープに絞ったという。劇中でミニクーパーを運転するため、自動車運転免許もマニュアル（MT）に変更した[37]。
- 映画『エゴイスト』では宮沢氷魚との同性間での激しいセックスシーンを披露、制作にはインティマシー・コレオグラフィーやLGBTインクルーシブ・ディレクターが参加し細部にも渡ってリアリティを追求した[38]。

## 出演
※主演は役名を太字表記

### テレビドラマ
- ディビジョン1 東京ミチカ New year SP（2005年1月4日、フジテレビ）[注釈 2]
- レガッタ〜君といた永遠〜（2006年7月 - 9月、朝日放送/テレビ朝日） - 岩崎龍平 役
- 僕と彼女の間の北緯38度線（2007年3月31日、関西テレビ）
- 生徒諸君! 最終話（2007年6月22日、朝日放送/テレビ朝日） - 南田 役
- 花ざかりの君たちへ〜イケメン♂パラダイス〜（2007年7月3日 - 9月18日、フジテレビ） - 明石総一郎 役
- 初恋net.com〜忘れられない恋のうた〜 episode.1 初恋（2007年11月3日、朝日放送） - 黒田悠二 役
- 秘書のカガミ（2008年4月12日 - 6月28日、テレビ東京） - 鮫島哲也 役
- シバトラ〜童顔刑事・柴田竹虎〜（2008年7月8日 - 9月16日、フジテレビ） - 武良広海 役
  - シバトラ〜童顔刑事! 史上最大の危機スペシャル〜（2009年5月9日、フジテレビ）
  - シバトラ〜さらば、童顔刑事スペシャル〜（2010年5月22日、フジテレビ）
- 252 生存者あり episode.ZERO（2008年12月5日、日本テレビ）
- メイちゃんの執事（2009年1月13日 - 3月17日、フジテレビ） - 大門 役
- スマイル 第1話・第2話（2009年4月17日、24日、TBS） - 師岡刑事 役
- 魔女裁判（2009年4月25日 - 7月11日、フジテレビ） - 黒川竜一 役
- こちら葛飾区亀有公園前派出所 第8話（2009年9月26日、TBS） - 銀行強盗犯 役
- 東京DOGS 第3話（2009年11月2日、フジテレビ） - 木内真二 役
- 岡部警部シリーズ 第4作「シーラカンス殺人事件」（2009年11月27日、フジテレビ） - 恵木学 役
- ヤンキー君とメガネちゃん（2010年4月23日 - 6月25日、TBS） - 練馬青雲 役
- 絶対泣かないと決めた日（2010年7月2日、フジテレビ） - 野村崇 役
- 逃亡弁護士（2010年7月6日 - 9月14日、関西テレビ） - 黒川 役
- 探偵倶楽部（2010年10月22日、フジテレビ） - 正木友弘 役
- その街の今は（2010年11月21日、関西テレビ） - 良太郎 役
- 同期（2011年2月20日、WOWOW） - 宮下幸助 役
- 生まれる。（2011年4月22日 - 6月24日、TBS） - 大川洋一 役
- 全開ガール（2011年7月11日 - 9月19日、フジテレビ） - 西野健太郎 役
- 本日は大安なり（2012年1月10日 - 3月13日、NHK総合） - 岬恭介 役
- 必殺仕事人2012（2012年2月19日、朝日放送） - 欣二 役
- パパドル!（2012年4月19日 - 6月28日、TBS） - 早川タク 役
- 鍵のかかった部屋 Episode9（2012年6月11日、フジテレビ） - 八田三夫 役
- 黒の女教師（2012年7月20日 - 9月21日、TBS） - 榎戸修平 役
- ピロートーク〜ベッドの思惑〜 第1話、2話、最終話（2012年10月4日 - 12月20日、関西テレビ） - 吉崎久太 役
- レジデント〜5人の研修医 第2話（2012年10月25日、TBS） - ケンジ 役
- 泣いたらアカンで通天閣（2013年3月25日 - 27日、読売テレビ） - 亀谷雅人 役
- 空飛ぶ広報室 第7話（2013年5月26日、TBS） - 佐伯 役
- Y・O・U やまびこ音楽同好会（2013年11月30日、関西テレビ） - 今野勇作 役
- 彼岸島（2013年10月24日 - 12月27日、毎日放送） - 宮本篤 役
  - 彼岸島 Love is over（2016年9月 - 10月、毎日放送）
- 連続テレビ小説 花子とアン 第6週 - 最終週（2014年5月5日 - 9月27日、NHK総合） - 村岡英治 役
  - スピンオフスペシャル「朝市の嫁さん」（2014年10月18日、NHK BSプレミアム）
- キャビンアテンダント刑事〜ニューヨーク殺人事件〜（2014年7月7日、フジテレビ） - 芦屋浩二 役
- 東京センチメンタル（2014年12月30日、テレビ東京） - 店員 役
- 天皇の料理番（2015年4月26日 - 7月12日、TBS） - 秋山周太郎 役[39]
- 結婚式の前日に（2015年10月13日 - 12月15日、TBS） - 園田悠一 役[40]
- お迎えデス。（2016年4月23日 - 6月18日、日本テレビ） - ナベシマ 役[41]
- 特命指揮官 郷間彩香（2016年10月22日、フジテレビ） - 吉田透 役[42]
- 東京タラレバ娘（2017年1月18日 - 3月22日、日本テレビ） - 早坂哲朗 役[43]
  - 東京タラレバ娘2020（2020年10月7日、日本テレビ）
- 放送90年 大河ファンタジー「精霊の守り人II 悲しき破壊神」（2017年1月21日 - 3月25日、NHK総合） - ヒュウゴ 役[44]
  - 精霊の守り人III 最終章（2017年11月25日 - 2018年1月27日、NHK総合）
- 銭形警部（2017年2月10日、日本テレビ） -  銭形幸一  役[45]
  - 銭形警部 漆黒の犯罪ファイル（2017年2月19日 - 3月12日、WOWOW）
- 宮沢賢治の食卓（2017年6月17日 - 7月15日、WOWOW） -  宮沢賢治  役[46]
- 大河ドラマ 西郷どん（2018年1月7日 - 12月16日、NHK総合） -  西郷隆盛  役[47]
- テセウスの船（2020年1月19日 - 3月22日、TBS） - 佐野文吾 役[48]
- レンアイ漫画家（2021年4月8日 - 6月17日、フジテレビ） - 刈部清一郎 役[49]
- TOKYO MER〜走る緊急救命室〜（2021年7月4日 - 9月12日、TBS） - 喜多見幸太 役[50]
  - TOKYO MER〜隅田川ミッション〜（2023年4月16日、TBS）[51][52]
- エルピス-希望、あるいは災い-（2022年10月24日 - 12月26日、関西テレビ・フジテレビ） - 斎藤正一 役[53][54]
- Get Ready! 第3話・最終話（2023年1月22日・3月12日、TBS） - 運び屋 役
- 下剋上球児（2023年10月15日 - 12月17日、TBS） - 南雲脩司 役[55]

### 映画
- 椿三十郎（2007年12月1日公開、東宝） - 関口信吾 役
- カイジ 人生逆転ゲーム（2009年10月10日公開、東宝） - 黒服 役
- わたし出すわ（2009年10月31日公開、アスミックエース）
- シュアリー・サムデイ（2010年7月17日公開、松竹） - 後藤和生 役
- ふたたび swing me again（2010年11月13日公開、ギャガ） - 貴島大翔 役
- 阪急電車 片道15分の奇跡（2011年4月29日公開、東宝） - 羽田健介 役
- 僕達急行 A列車で行こう（2012年3月24日公開、東映） - 海路 役
- コドモ警察（2013年3月20日公開、福田雄一監督、東宝映像事業部） - 山崎 役
- HK 変態仮面（2013年4月13日公開、ティ・ジョイ） - 色丞狂介 / 変態仮面 役
  - HK 変態仮面 アブノーマル・クライシス（2016年5月14日公開、東映）
- ガッチャマン（2013年8月24日公開、東宝） - 中西竜 役
- Seventh Code（2014年1月11日公開、日活） - 松永 役
- ホットロード（2014年8月16日公開、松竹） - 玉見トオル 役
- TOKYO TRIBE（2014年8月30日公開、日活） - メラ 役
- くちびるに歌を（2015年2月28日公開、アスミック・エース） - ユリの婚約者 役（声のみの出演）[56]
- 振り子（2015年2月28日公開、よしもとクリエイティブ・エージェンシー） - 中村 役
- 風に立つライオン（2015年3月14日公開、東宝） - 田上太郎 役
- 予告犯（2015年6月6日公開、東宝） - カンサイ 役
- 海街diary（2015年6月13日公開、東宝） - 井上泰之 役
- 俺物語!!（2015年10月31日公開、東宝） - 剛田猛男 役
- の・ようなもの のようなもの（2016年1月16日公開、松竹） - 蕎麦屋の出前 役
- 彼岸島 デラックス（2016年10月15日公開、松竹） - 宮本篤 役  [57]
- 海賊とよばれた男（2016年12月10日公開、東宝） - 武知甲太郎 役 [58]
- 忍びの国（2017年7月1日公開、東宝） - 下山平兵衛 役[59]
- 羊と鋼の森（2018年6月8日公開、東宝） - 柳伸二 役[60]
- ひとよ（2019年11月8日公開、日活） - 稲村大樹 役[61]
- 孤狼の血 LEVEL2（2021年8月20日公開、東映） - 上林成浩 役[62]
- 燃えよ剣（2021年10月15日公開[63]、東宝/アスミック・エース） - 近藤勇 役[64]
- 土竜の唄 FINAL（2021年11月19日公開、東宝） - 轟烈雄 役[65]
- エゴイスト（2023年2月10日公開、東京テアトル） - 斉藤浩輔 役[66]
- 劇場版TOKYO MER〜走る緊急救命室〜（2023年4月28日公開、東宝） - 喜多見幸太 役[67][68]
  - 劇場版TOKYO MER〜走る緊急救命室〜南海ミッション（2025年8月1日公開、東宝）[69][70][71]
- リボルバー・リリー（2023年8月11日公開、東映） - 暗殺者X 役[72] [73]
- シティーハンター（2024年4月25日公開、Netflix） - 冴羽獠 役[74]
- 花まんま（2025年4月25日公開、東映） - 加藤俊樹 役[75]

### 劇場アニメ
- ルドルフとイッパイアッテナ（2016年8月6日公開、東宝） - イッパイアッテナ 役[76]

### 吹き替え
- バズ・ライトイヤー（2022年7月1日公開、ウォルト・ディズニー・ジャパン） - バズ・ライトイヤー 役[77]

### ラジオ
- LOVE=Platinum 恋愛パズル 第1話、3話（2010年、TOKYO FM）
- SOUNDS OF STORY〜ASADA JIRO LIBRARY〜短編集『お腹召しませ』から「御鷹狩」（2014年8月30日、J-WAVE） - リーディング[78]
- 三菱電機presents 鈴木亮平 Going Up（2016年10月1日 - 2021年9月25日、ニッポン放送） - パーソナリティー[79]

### CM・広告
- エスエス製薬 『エスカップ』（2010年 - 2011年）
- アサヒフードアンドヘルスケア 『クリーム玄米ブラン』（2015年）[80]
- ハウス食品
  - メガシャキ（2015年 - 2018年）
  - まもり高める乳酸菌L-137（2018年 - 2019年）
- みずほフィナンシャルグループ『One MIZUHO』（2015年 - 2019年）[81]
- ヤフー『Yahoo! JAPAN Yahoo!ニュース アプリ』（2016年）[82]
- キリンビール
  - 淡麗グリーンラベル（2016年）[83]
  - 一番搾り 生ビール（2017年 - ）[84][85]
  - 企業広告（2020年）[86]
- 三菱電機（2016年 - ） [87][88]
- P&G
  - レノアハピネス（2016年 - 2019年）[89]
  - h&s for men （2017年 - 2020年）[90]
  - ブラウン（2017年 - ）
- Furbo design（2016年 - 2018年） - イメージモデル[91]
- ニチレイ
  - 『特から』（2017年 - ）[92][93]
  - 『きくばりごぜん』「冷凍庫に健康食堂」篇（2023年）
  - 『今川焼』「いつかあの味」篇（2024年）
- スターツピタットハウス（2022年 - ）[94][95]
- 東海旅客鉄道
  - 「いざいざ奈良 東大寺・ならまち」篇（2022年5月11日 - ）[96]
  - 「いざいざ奈良 西ノ京・平城宮跡」篇（2023年9月22日 - ）[97]
  - 「いざいざ奈良 大和四寺」篇（2024年4月1日 - ）[98]
  - 「いざいざ奈良 興福寺」篇（2024年8月29日 - ）[99]
- 外為どっとコム（2022年 - ）
- オプテージ『eo』（2023年 - ）[100]
- アリナミン製薬
  - アリナミンメディカルゴールド（2023年7月10日 - ）
  - アリナミンEXプラスα（2024年3月29日 - ）
- キリンビバレッジ『生茶』（2024年 - ）[101]
- Uber Japan（2024年）
- 日本スポーツ振興センター『MEGA BIG』（2024年 - ）- 12億への案内人・億山 役[102]
- 日産自動車（2025年 - ）[103]

### 舞台
- LOVE LETTERS （2008年12月10日、ル テアトル銀座） - アンディ 役
- 按針 ANJIN イングリッシュ・サムライ（2009年12月10日 - 2010年1月18日、天王洲 銀河劇場） - 小早川秀秋/豊臣秀頼/娼婦/追っ手 役
- 12人の優しい殺し屋 （2010年8月7日 - 2010年8月15日、赤坂レッドシアター） - 葛葉涼 役
- HIKOBAE（2012年3月、Alvin Ailey American Dance Theater (ニューヨーク)、天王洲 銀河劇場、他） - 村井栄治 役
- 朗読劇 私の頭の中の消しゴム（2012年5月、天王洲 銀河劇場） - 浩介 役
- テイキング・サイド（2013年2月、天王洲 銀河劇場、他） - デイヴィッド・ウィルズ中尉 役
- HIKOBAE2013（2013年4月、JACCC Aratani Hall (ロサンゼルス)、BMCC Tribeca Performing Arts Center (ニューヨーク)、天王洲 銀河劇場、他） - 村井栄治 役
- ライ王のテラス（2016年3月4日 - 17日、赤坂ACTシアター） - ジャヤ・ヴァルマン七世 役[104]
- トロイ戦争は起こらない（2017年10月5日 - 22日、新国立劇場 中劇場 / 10月26日 - 27日、兵庫県立芸術文化センター 阪急中ホール） - エクトール 役[105]
- 渦が森団地の眠れない子たち（2019年10月4日 - 20日、新国立劇場 中劇場 / 他、佐賀・大阪・愛知・広島・宮城） - 田口圭一郎 役[106]※藤原竜也とW主演
- COCOON PRODUCTION 2022「広島ジャンゴ 2022」（2022年4月5日 - 30日、東京・Bunkamura シアターコクーン / 5月6日 - 16日、大阪・森ノ宮ピロティホール） - シフト担当・木村 役[107]※天海祐希とW主演

### 配信ドラマ
- 私の頭の中の消しゴム アナザーレター （2006年4月 - 6月、GyaO）
- 女神のイタズラ 〜キミになったボク〜（2011年3月 - NTTドコモ BeeTV）
- 銭形警部 真紅の捜査ファイル（2017年2月10日 -3月3日、Hulu） -  銭形幸一   役[45]

### ドキュメンタリー
- 奇跡の絶景 麗峰富士（2014年9月21日、BS-TBS） - 語り[108]
- 情熱大陸（2014年12月7日、毎日放送）
- 知られざるアフリカの夜〜体感!鈴木亮平が見た野生の大地〜（2015年5月4日、NHK総合） - ナビゲーター[109]
- ザ・プレミアム「鈴木亮平"世界ミステリー遺産"に挑む!〜アドリア海縦断・7日間の大冒険〜」（2015年7月18日・7月25日、NHK BSプレミアム） - ナビゲーター
- SWITCHインタビュー 達人達 「鈴木亮平（俳優）×神谷明（声優）」（2016年2月27日、NHK Eテレ）
- ザ・プレミアム「鈴木亮平"世界ミステリー遺産"に挑む!〜カリブ海縦断4800km!7日間の大冒険〜」（2016年4月2日、NHK BSプレミアム） - ナビゲーター[110]
- すっぴんアスリート（2018年10月6日 - 2020年9月19日、TBS） - 番組ナビゲーター[111]
- 世界はほしいモノにあふれてる（2020年10月8日 -、NHK総合） - MC[注釈 3][112]
- 世界遺産（2024年4月7日 - 、TBS） - ナレーション[113]

### その他
- 特別展「黄金のアフガニスタン-守りぬかれたシルクロードの秘宝-」（2016年1月1日 - 2月14日、九州国立博物館 / 4月12日 - 6月19日、東京国立博物館 表慶館） - スペシャルナビゲーター・音声ガイド[114][115]
- にっぽんプレミアム （2016年4月 - 2017年3月、NHK BSプレミアム） - キャンペーンナビゲーター[116]
- 宗像フェス 〜World Heritage Munakata〜（2016年8月28日、神湊海水浴場 / 2017年9月2日、グローバルアリーナ / 2018年9月8日、恋の浦 / 2019年9月21日、恋の浦） - MC [117]
- 第68回NHK紅白歌合戦（2017年12月31日、NHK総合・ラジオ第1） - ゲスト審査員

## 書籍
- 『鈴木亮平の中学英語で世界一周! feat.スティーブ・ソレイシィ』（2018年4月12日、マガジンハウス、ISBN 978-4-8387-2995-1）※雑誌「an・an」で連載中コラムの書籍化
- 『行った気になる世界遺産』（2020年9月10日、ワニブックス、ISBN 978-4-8470-8312-9）※雑誌「＋act.（プラスアクト）」での連載を書籍化[118]

### 写真集
- 『FIRST PHOTO BOOK 鼓動』（2014年9月12日、キネマ旬報社、ISBN 978-4-87376-430-6）

### 雑誌連載
- 鈴木亮平『行った気になる世界遺産』（＋act. mini（プラスアクトミニ）2014年Vol.25 - 2015年Vol.30 / ＋act.（プラスアクト）2015年12月号 - 2020年5月号、ワニブックス）
- 『中学英語で世界一周 鈴木亮平×スティーブ・ソレイシィ』(an・an（アンアン）2015年5月7日号 No.1953 - 2020年12月25日号 No.2231、マガジンハウス)
- 『シネマで英会話 鈴木亮平×スティーブ・ソレイシィ』(an・an（アンアン）2021年1月6日号 No.2232 - 、マガジンハウス)

## 受賞歴
- 第2回ジャパンアクションアワード ベストアクション男優部門 優秀賞『HK 変態仮面』[119]
- 第43回ベストドレッサー賞 - 芸能部門、クールウール賞[120]
- 第39回エランドール賞 新人賞[121]
- 第85回ザテレビジョンドラマアカデミー賞 助演男優賞『天皇の料理番』（2015年）[122][123]
- 東京ドラマアウォード2015 助演男優賞『天皇の料理番』『花子とアン』[124]
- GQ Men of the Year 2015[125]
- 第24回橋田賞『天皇の料理番』[126]
- ベストカラアゲニスト 俳優部門（2017年 - 2019年）[127]
- 第109回ザテレビジョンドラマアカデミー賞 主演男優賞『TOKYO MER〜走る緊急救命室〜』（2021年）[128]
- 第46回報知映画賞 助演男優賞『孤狼の血 LEVEL2』（2021年）[129]
- 第34回日刊スポーツ映画大賞・石原裕次郎賞 助演男優賞『孤狼の血 LEVEL2』『燃えよ剣』『土竜の唄 FINAL』（2021年）[130]
- 第45回日本アカデミー賞 最優秀助演男優賞『孤狼の血 LEVEL2』（2022年）[131][132]
- 第95回キネマ旬報ベスト・テン 助演男優賞『孤狼の血 LEVEL2』『燃えよ剣』『土竜の唄 FINAL』により[133]
- 第31回日本映画批評家大賞 助演男優賞『孤狼の血 LEVEL2』『燃えよ剣』[134]
- 第43回ヨコハマ映画祭 助演男優賞『孤狼の血 LEVEL2』『燃えよ剣』『土竜の唄 FINAL』[135]
- おおさかシネマフェスティバル2022 助演男優賞『孤狼の血 LEVEL2』[136]
- 第4回アジアコンテンツアワード ベストアクター賞『TOKYO MER～走る緊急救命室～』[137]
- 第22回ニューヨーク・アジアン映画祭2023 ライジングスター・アジア賞『エゴイスト』[138]
- 第15回TAMA映画賞 最優秀男優賞（『エゴイスト』『劇場版TOKYO MER〜走る緊急救命室〜』）[139]
- 第45回ヨコハマ映画祭 主演男優賞（『エゴイスト』『劇場版TOKYO MER〜走る緊急救命室〜』）[140]
- 第36回日刊スポーツ映画大賞・石原裕次郎賞 主演男優賞（『エゴイスト』『劇場版TOKYO MER〜走る緊急救命室〜』）[141]
- 第78回毎日映画コンクール 男優主演賞（『エゴイスト』）[142]
- 第47回日本アカデミー賞 優秀主演男優賞（『エゴイスト』）[143]
- 第118回ザテレビジョンドラマアカデミー賞 主演男優賞『下剋上球児』（2023年）[144]
- おおさかシネマフェスティバル2024 主演男優賞（『エゴイスト』）[145]
- 第17回アジア・フィルム・アワード Excellence in Asian Cinema Award[146]
- 第7回アジアン・アカデミー・クリエイティブ・アワード2024 最優秀主演男優賞、最優秀コメディ部門主演俳優賞[147][148]